# Aide-toi, le ciel t'aidera
Aide-toi, le ciel t'aidera ("Ayúdate, el cielo te ayudará") es una sociedad fundada en agosto de 1827 con el fin de actuar sobre el cuerpo electoral por medio de correspondencia y de publicaciones.
Estaba destinada así a la formación política de los electores para las elecciones legislativas anunciadas en noviembre y para coordinar la acción de los liberales, tanto monárquicos (doctrinarios) como republicanos (demócratas), a fin de que la oposición obtuviera un máximo de votos.

## Historia y organización
La reunión o formación de la sociedad fue decidida en casa de Paravey, antiguo consejero de Estado, y fue presidida por François Guizot. Montalivet asistió a ella. su razón social o divisa fue propuesta por Ludovic Vitet, antiguo diputado. La dirección de la sociedad fue confiada a un comité elegido por escrutinio cada tres meses, en asamblea general; todo miembro residente o corresponsal debía sufragar una cuota mensual. El empleo de los fondos y la ejecución de las resoluciones del comité directivo eran encomendados a un secretario: André Marchais.
La sociedad imprimió un impulso poderoso: sus peticiones llegaban a la cámara; las brochures se sucedían rápidamente; la acción de la prensa era más efectiva. La sociedad Aide-toi se reforzaba incesantemente.
Una de sus primeras actividades fue organizar los funerales del diputado Jacques-Antoine Manuel, el 24 de agosto de 1827. Dos jóvenes republicanos, Armand Marrast y Louis-Adolphe Robin-Morhéry, fueron designados por la sociedad para tomar la cabeza del convoy, seguido por cien mil personas; esa fue la primera manifestación pública contra la política de Carlos X.
La sociedad Aide-toi, le ciel t'aidera jugó un gran papel en las elecciones de noviembre de 1827 al encontrar a 15.500 electores «olvidados» durante las elecciones precedentes. Su acción permitió a los liberales obtener 70 diputados. Este resultado influyó en el ministerio siguiente, de manera que Jean-Baptiste Sylvère Gay vizconde de Martignac, que era realista, fue tentado para hacer reformas liberales.
Tras la elección la sociedad atravesó un periodo de crisis, fomentada por los que creían que su función ya estaba cumplida y deseaban su disolución. Muchos doctrinarios (monárquicos liberales) la abandonaron, de manera que adquirió cada vez más un color demócrata. Guizot quiso permanecer miembro de la misma, pero fue descartado del comité director. Los miembros más radicales de la sociedad tomaron parte en la revolución de julio. Las actividades continuaron bajo la monarquía de julio bajo el impulso de Étienne Garnier-Pagès, hasta 1834.

## Principales miembros de la sociedad
Esta lista fue dada por Marchais: Allegre, Allier, Ambert, Andréossy, Étienne Arago, Audiat, Pierre-François Audry de Puyraveau, Ayliès, Barillon, Ferdinand Barrot, Odilon Barrot, Jules Bastide, Bavoux fils, Pierre-Jean de Béranger (le poête), Jules Bernard, Berville, Auguste Blanqui, Bocage, Bohain, Boinvilliers, Bonnarie, Borrego, Bouchené-Leger, Boutron-Charlard, Brice, Étienne Cabet, Sadi Carnot, Armand Carrel, Casenage, Godefroy Cavaignac, Cavé, Chambolle, Chevallier, Chevallon, Charles Comte, O'Connor, Corcelles fils, B. Dejean, général Demarçay, Desclozeaux, Drolling, Dubochet, Paul-François Dubois, Tanneguy Duchâtel, Christian Dumas, Dupont (de Bussac), Dupont-White, Dussart, Maurice Duval, Prosper Duvergier de Hauranne, Fenet, Ferdinand Flocon, Forel, Frayssinaud, Froussard, Fulchiron, Garnier-Pagès, Gauja, Gervais (de Caen), Henri Gisquet, Joseph Guinard, François Guizot, Haussmann, Hingray, Hubert, Georges Humann, François-André Isambert, Hippolyte François Jaubert, Joubert, Alexis de Jussieu, Klein, Lacaze de Montauban, Lafayette père, Lafayette fils, L. Lagarde, Lamy, Paul-Eugène de Lanjuinais, Laprée, Larabit, J. Lasteyrie, Lavalette, Lavocat, Lebon, Lepage, Lerminier, Cauchois-Lemaire, Levasseur, Pierre-Chaumont Liadières, Émile Littré, Adolphe Loève-Veimars, Mabrun, Manuel, Marchais, Marchal, Mérilbon aîné, Montébello, Morhéry, Pagès (de l'Ariège), Pauca, Paravey, Perdonnet, Léon Pillet, Quinette, Raveau, Recurt, Charles de Rémusat, Charles Schoelcher, Sébire, Sentis, Taillandier, Taschereau, Louis Mortimer Ternaux, Charles Teste, Thiars, Thomas, Tonnet, Victor Destutt de Tracy, Ulysse Trélat, Louis Viardot, Visinet, Ludovic Vitet, J. de Wailly, Walferdin, Willocq.
- Datos: Q403940